# Myosorex schalleri
Myosorex schalleri es una especie de musaraña de la familia soricidae.

## Distribución geográfica
Es endémica de la República Democrática del Congo.

## Hábitat
Su hábitat natural son: montañas húmedas subtropicales o tropicales.